# Нампа (японская культура)
Нампа (яп. ナンパ) — тип флирта и соблазнения в японской культуре, популярный среди подростков, а также 20-летних и 30-летних мужчин.
В случае если японка сама занимается чем-то похожим на нампу в отношении людей мужского пола, подобное уже будет называться гякунан (яп. ギャクナン, «обратный нан»).

## Однополая нампа
В Японии также существует культура однополой нампы, особенно распространённая в той части Синдзюку, где расположены заведения для однополых пар.